# Poběžovice

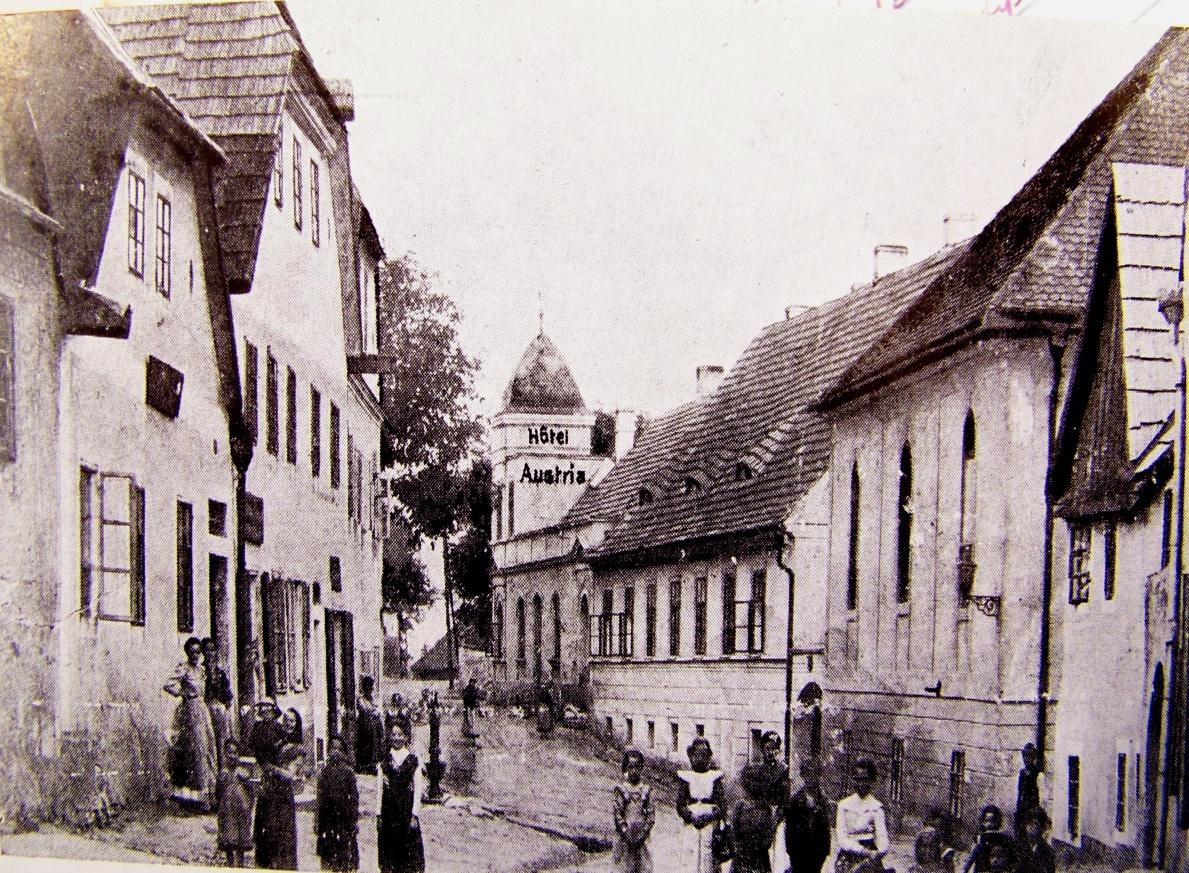
Fragment miasta z synagogą w 1910

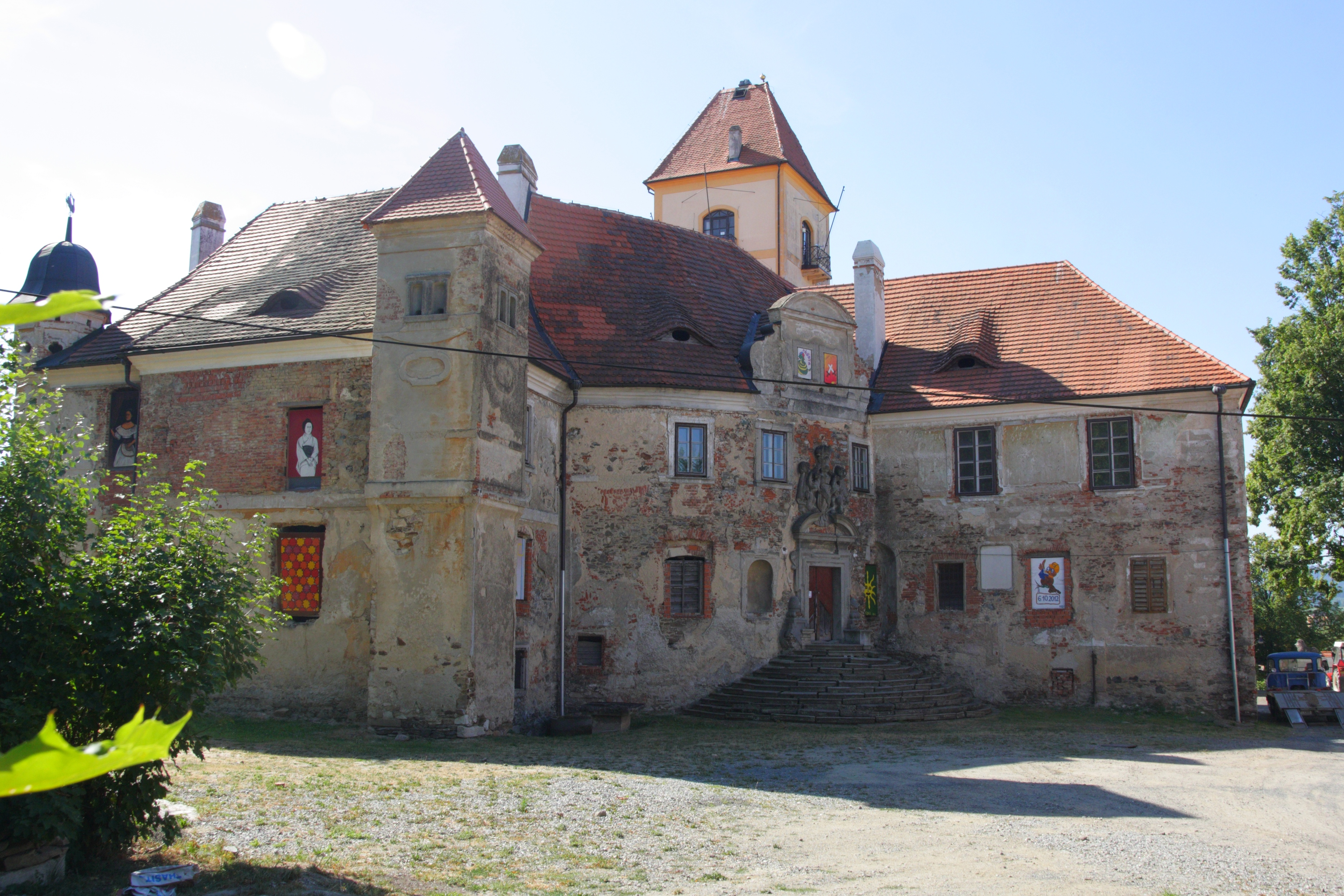
Zamek

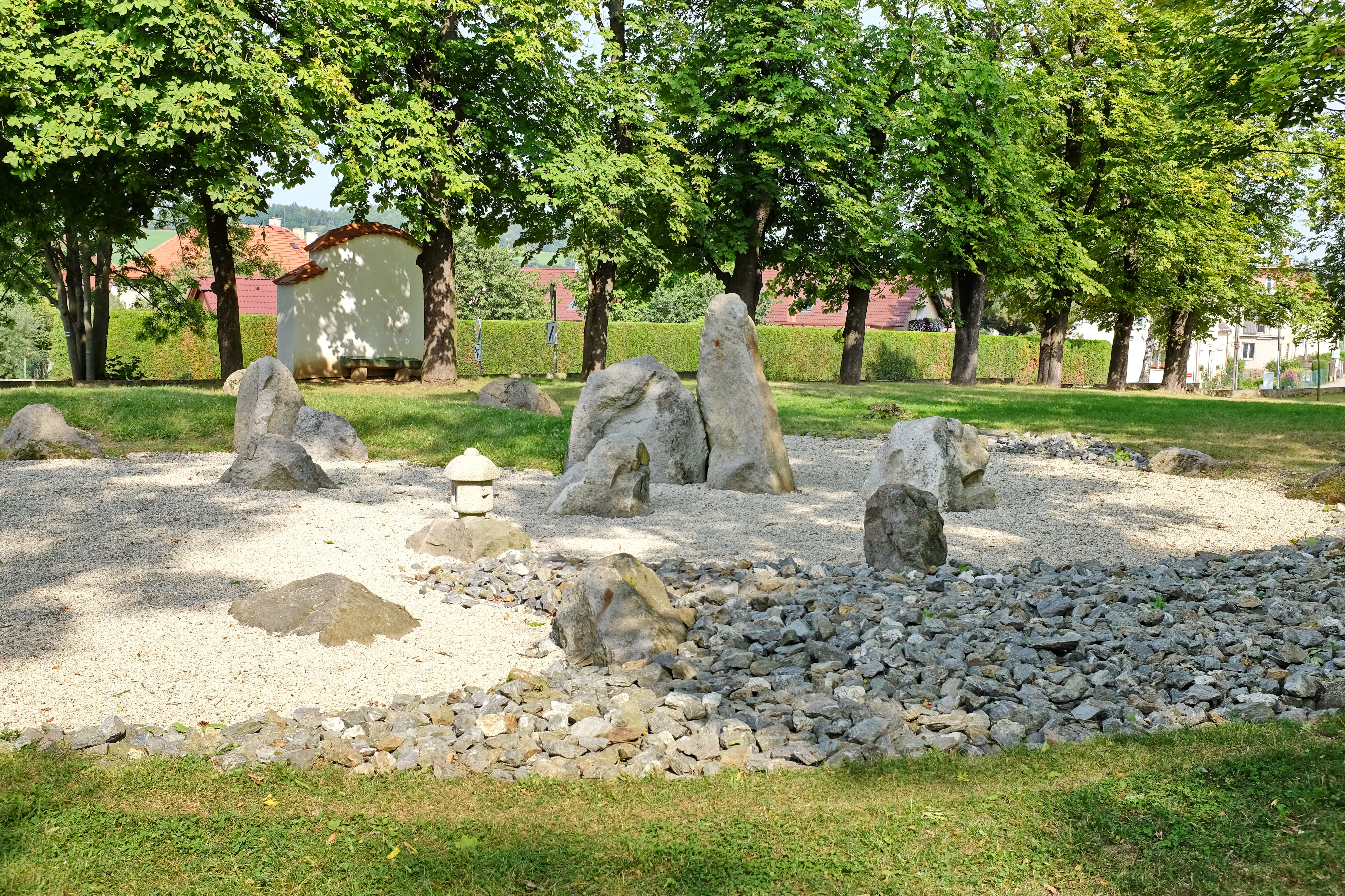
Park zamkowy

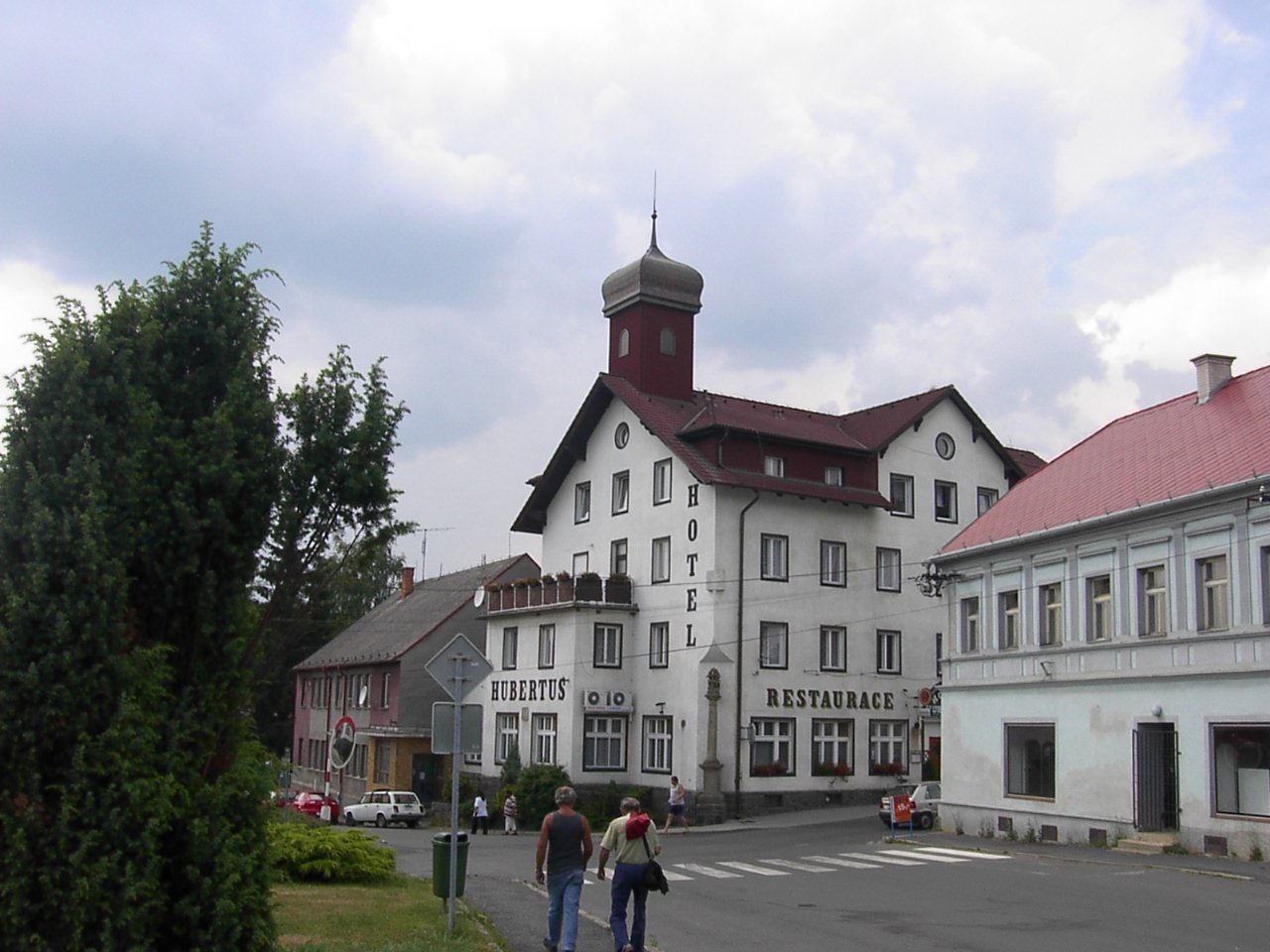
Restauracja Hubertus

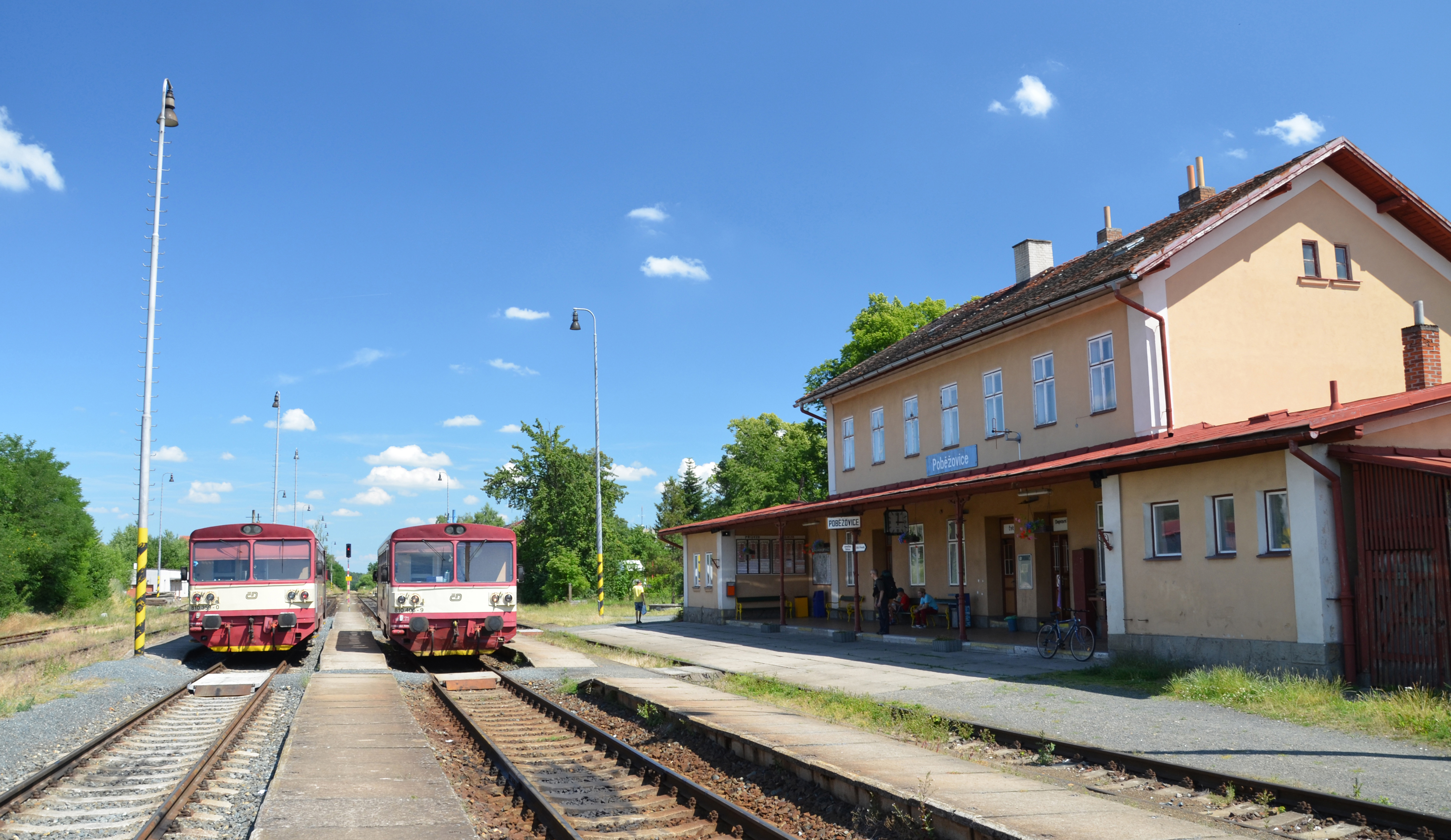
Stacja kolejowa

Poběžovice (niem. Ronsperg) − miasto w Czechach, w kraju pilzneńskim.
W mieście jest stacja kolejowa Poběžovice.

## Demografia
Według danych z 1 stycznia 2024, liczba mieszkańców miasta wynosi 1523 osoby (977. miejsce w kraju wśród miejscowości; 543. miejsce wśród miast).
| Rok             | 1970  | 1980  | 1991  | 2001  | 2003  | 2008  | 2016  | 2024  |
| --------------- | ----- | ----- | ----- | ----- | ----- | ----- | ----- | ----- |
| Liczba ludności | 1 627 | 1 724 | 1 705 | 1 757 | 1 707 | 1 655 | 1 582 | 1 523 |

Źródło: Czeski Urząd Statystyczny

## Historia
W rejonie miasta mieszkali myśliwi i zbieracze już w późnym okresie paleolitu. W rejonie Poběžovic udokumentowane są osady rolnicze z epoki brązu (długie chałupy z kominkami, pozostałości ceramiki, kurhany, itp.). W okolicy przebiegały szlaki handlowe (odnaleziono dwie srebrne monety celtyckie).
Na podstawie zgromadzonych materiałów archeologicznych można przypuszczać, że wzgórze nad potokiem Pivoňka i w jego bezpośrednim sąsiedztwie, w miejscach, w których leżą dzisiejsze Poběžovice, było zamieszkane co najmniej od XI wieku. W XIV wieku pojawiła się również pisana nazwa wsi Poběžovice. Najstarszym znanym posiadaczem miejscowości był Zdeněk z Poběžovic. Villa Pobiezowicz jest po raz pierwszy wymieniona jako taka w rejestrze podatkowym regionu pilzneńskiego z 1379. W XIV wieku w historii Poběžovic pojawił się również pierwszy Dobrohost. Był to proboszcz Dobrohost z Mělnicy, który pod koniec życia mieszkał w Šitborzu, gdzie również zmarł w 1429.
Księgi ziemskie podają, że w 1419 właścicielem wsi Poběžovice był katolicki burgrabia Bohuslav z Horszowa. Uzyskał on od cesarza Zygmunta specjalne przywileje dla miasta, w tym prawa miejskie i przywilej cotygodniowego targu. Czasy wojen husyckich doprowadziły do zubożenia miejscowości.
W 1459 miasto kupił szlachcic Dobrohost z Ronšperka, pochodzący z rodziny, która prawdopodobnie posiadała zamek Drštka koło Rokycan i zamek w Osvračínie. Dobrohost jako pierwszy zbudował  zamek (1470), który nazwał Nový Ronšperk. Początkowo udawał, że popiera husytę, Jerzego z Podiebradów, ale już w 1467 został jednym z głównych przedstawicieli opozycji i członkiem Zelenohorskiej Unii Katolickiej. Dlatego w 1470 zamek został zajęty przez wojska utrakwistów. Doborohst uciekł do Bawarii, ale w 1506 wystawił akt potwierdzający prawa miejskie i ustanawiający herb miasta. W mieście wybudowano nowy kościół pod wezwaniem Wniebowzięcia Najświętszej Marii Panny, w którym do dziś spoczywają szczątki właścicieli zamku, w tym samego Dobrohosta.
Syn Dobrohosta i spadkobierca Ronšperka oraz Starego Herštejna, Zdeněk, trudnił się rabowaniem kupców, co wzbudziło niezadowolenie ludności i władz. Zamek Ronšperk został zajęty przez wojsko, a Starý Herštejn zdobyty i zniszczony. Zdenkowi i większości jego świty udało się uciec, niemniej stracił on swoje dziedzictwo. W latach 1510–1548 Ronšperk miał różnych właścicieli. Najpierw byli to bracia Zdenka, Volf Dobrohost (władający majątkiem Horšovský Týn) i Václav. Ale najważniejszym z posiadaczy był Albrecht z Gutštejna. W 1530 uzyskał dla miasta kolejny doroczny przywilej targowy. Podarował też miastu część gruntów i rowów oraz stawy. W 1537 miasto zostało sprzedane Bohuslavowi Rochecowi z Otova. Po nim właścicielami Ronšperka i niektórych okolicznych wsi zostali członkowie bogatej i wpływowej politycznie, luterańskiej rodziny Švamberków, którzy byli właścicielami majątku od 1546 do 1621 i w części są pochowani w miejscowym kościele. Rozszerzyli oni uprawnienia rady miejskiej i oddali miastu wszystkie bastiony miejskie i trzy bramy. Oprócz połowy barana do herbu miasta dodali łabędzia w czerwonej tarczy. Ostatni z rodu Švamberków w Ronšperku, Petr II, nie uznał następstwa Ferdynanda II Habsburga i wspierając nowo obranego króla Fryderyka Palatyńskiego przyłączył się do powstania, zakończonego klęską w bitwie na Białej Górze. Zmarł w 1621, a jego żonie i ośmiorgu dzieciom skonfiskowano majątek Poběhovice.
W październiku 1620, prawie miesiąc przed bitwą na Białej Górze, zamek Ronšperk został zajęty przez katolickie wojska Don Marradasa. Majątek przejął potomek katolickiej rodziny mieszczańskiej z pobliskiego Horšovskiego Týnu, Severin Táhlo z Horšteinu. Miasto zubożało, a w 1632 w większości spłonęło. W 1648 mieszkało tu 11 rolników, 6 chałupników i 23 ogrodników, z których większość oprócz uprawy ziemi utrzymywała się także z rzemiosł. Były też 24 opuszczone zagrody. Sytuacja mieszkańców poprawia się pod koniec XVII wieku. W 1682 majątek objęła Anna Feliciana i jej mąż, gubernator pilzneński, Matyáš Gottfried z Wunschwitz, ojciec jednego z najwybitniejszych czeskich genealogów, Bohumíra Daniela Wunschwitza. Barokowy wygląd uzyskał wówczas zamek Nový Ronšperk. Wystawiono pomnik św. Jana Nepomucena, stworzony przez rzeźbiarza barokowego, Jana Brokoffa. Odlew tego posągu jest elementem Mostu Karola w Pradze od 1683. Na zamku Ronšperk zamiast gotyckiej kaplicy zbudowano barokową. Anna Feliciana wybudowała też plebanię, szpital dla ubogich, a na cmentarzu kaplicę poświęconą św. Antoninowi Padewskiemu.
Podczas reform Marii Teresy i jej syna Józefa II, własność tutejszych dóbr wielokrotnie się zmieniała. Mieszkała tu liczna społeczność żydowska. Lokalna mykwa miała opinię miejsca wzmacniającego męskie siły. Rozwijało się rzemiosło, budowano drogi, powstawały nowe młyny oraz huty szkła. W Poběžovicach działała papiernia i manufaktury tekstylne. W 1778 zbudowano szkołę.
W 1805, kiedy w trakcie wojen napoleońskich w okolicach Poběžovic pojawiły się oddziały wojskowe, a tutejsze majątki kupiła Thun Hohensteinová. Hohensteinovie przyczynili się do ogólnego rozwoju miasta. Zbudowali park (1844), a także kupili dawną posiadłość augustianów (1843), których klasztor został zlikwidowany w 1787. W mieście wybudowano gmach sądu rejonowego, w którym znalazły się również cele więzienne.
W 1864 majątek Ronšperk zakupili František Coudenhove (1825-1893) i jego żona Marie (1840-1877), z domu Kalergi. Dzięki nim zaczęła powstawać biblioteka ronšperska. Ich syn, Heinrich był dyplomatą i filozofem. Przywiózł do zamku Nový Ronšperk swoją japońską żonę Mitsu Aoyamę (1874-1941, ochrzczoną jako Maria Tekla). W czasach Coudenhoven w Poběžovicach i wokół nich budowane były nowoczesne drogi. We wrześniu 1894 w zamku odbyła się wystawa ekonomiczna, którą odwiedziło tysiąc osób. W 1900 do miasta dotarła kolej. Od połowy XIX wieku w okolicach miasta rozwijało się wydobycie skaleni, przetwarzanych w młynach skaleniowych. W latach 1902–1903 wyremontowano budynki parafialne i założono nowy (obecny) cmentarz. W 1912 wzniesiono pocztę i kasę oszczędnościową. W 1903 wybudowano Dom Karola Boromeusza, który został zlikwidowany podczas II wojny światowej. Dom służył pielęgniarkom z zakonu, które zajmowały się edukacją dziewcząt. W 1910 rozwinięto połączenie kolejowe o linię Domažlice - Poběžovice - Tachov. W mieście funkcjonowały młyny skalenia, cegielnia, przedsiębiorstwo Erasmus Gebl (maszyny rolnicze i produkcja wyrobów cementowych). Działało też około 120 rzemieślników: szewców, krawców, restauratorów i innych, częściowo Żydów. W 1913 miasto osiągnęło najwyższą populację w historii : około 2100 mieszkańców.
Rozwój miasta przerwała I wojna światowa. Do miasta napływali uchodźcy z Galicji, głównie Żydzi i Włosi z Południowego Tyrolu. 51 mężczyzn poległo na różnych frontach (w 1922 wystawiono im pomnik).
Powstanie Czechosłowacji nie zostało dobrze przyjęte w mieście, które było zamieszkałe w większości przez Niemców. 6 grudnia 1918 z Horšovskiego Tynu przybył pociąg z setką czechosłowackich żołnierzy i członków Sokoła. Nie doszło do żadnych incydentów zbrojnych. W 1920 decyzją rządu czechosłowackiego zaczęto używać jednocześnie nazw Ronšperk i Poběžovice. Miasto przyłączono do powiatu Horšovský Týn, jednak do dziś jest siedzibą powiatu sądowego. W latach 20. XX wieku w zbudowano pierwszą sieć kanalizacyjną, betonowy most nad Pivoňką, przebudowano drogi, a w 1923 przeprowadzono elektryfikację. W 1924 wybudowano czeską szkołę, do której początkowo dojeżdżały dzieci z Postřekova. W 1936 wybudowano budynek szkolny, który służy do dziś. Pierwotnie miał być przeznaczony tylko dla chłopców.
Kryzys gospodarczy w latach 1929–1933 zaszkodził miejskiej gospodarce. W 1932 było w mieście około dwustu bezrobotnych. Zradykalizowało to miejscową ludność niemiecką. W 1938, po układzie monachijskim, zmieniono nazwę miejscowości na niemiecką, Ronsperg. Włączono ją w struktury III Rzeszy. Większość z prawie dwustu Czechów opuściło rodzinne strony, a Żydów wywieziono do niemieckich obozów. Proboszcza i jego dwie siostry także umieszczono w obozie koncentracyjnym. W końcu wojny przez miasto przeszedł marsz śmierci z Flössenburga, którego ofiary pozostały na okolicznych drogach. Pochowano je na miejscowym cmentarzu. 4 maja 1945 do miasta wjechały amerykańskie czołgi. Miasto poddało się bez walki.
W latach 1945–1946 wysiedlono ludność niemiecką. Hans Coudenhove Kalergi, jego córka Marie Elekta i siostra Olga, również musieli opuścić majątek. Zamek został splądrowany. Przybyła czeska administracja. Osiedlono tu przesiedleńców z innych regionów Czech, ze Słowacji i Wołynia. Po 1948 Poběžovice stały się jednym z ośrodków stacjonowania Straży Granicznej. Powstał tu jeden z pierwszych kołchozów. Bogate było życie społeczne i kulturalne. Zamek i inne zabytki, w tym park, zostały stopniowo zdewastowane.
Po upadku komunizmu, w 1998 Poběžovice odzyskały prawa miejskie wraz z herbem. Stopniowo rozpoczęto remont zamku i zrewitalizowano park.

## Społeczność żydowska
Pierwsze pisemne wzmianki o miejscowych Żydach pochodzą z końca XVI wieku. Większość z nich zamieszkiwała ulicę Masarykovą (dawniej Židovską), przy której znajdowała się synagoga oraz mykwa z 1814, zasilana ze źródła, które uważano za cudowne i pobudzające męską płodność. Rodzina Coudenhove-Kalergi przyczyniła się do odnowienia budynku synagogi i założenia biblioteki. W listopadzie 1938 synagoga została spalona przez miejscowych Niemców. W latach 1938–1945 lokalni Żydzi padli ofiarą Holokaustu. Odrestaurowany cmentarz żydowski (służący czasowo jako strzelnica i źródło materiałów budowlanych) jest pomnikiem ich historii. Najstarszy zachowany nagrobek pochodzi z 1634.

## Nazwa
Nazwa Poběžovice jest czeska. Świadczy o tym sufiks -ice, który pojawia się w nazwach wielu miejscowości w całych Czechach. Ma on charakter dzierżawczy – ktoś coś posiada, ktoś czymś zarządza. Nazwa Ronšperk została nadana całkowicie nowo założonemu miastu i zamkowi dzięki panom, w których herbie znajduje się baran (niem. Ramm). Rammsberg w tłumaczeniu oznacza Jelenia Góra. Nazwa Nový Ronšperk pojawia się w dokumentach z 1470 zamiast pierwotnej miejscowości, a później miasta Poběžovice, Rammsberg zmieniono na Ronšperk. Pochodzenie nazwy wsi i miasta Poběžovice można prawdopodobnie wywnioskować od imienia Pobieh lub Pobiez.

## Zabytki
Do najważniejszych zabytków miasta należą:
- zamek Ronsperg,
- kościół Wniebowzięcia Panny Marii, pierwotnie gotycki z XV wieku, przebudowany po pożarze w XVII wieku i około 1900,
- kaplica przydrożna przy moście z XIX wieku,
- rzeźby: Ukoronowanie Panny Marii z 1736 oraz św. Jana Nepomucena z 1682[5].